# Große Höhe (Naturschutzgebiet)
Die Große Höhe ist ein Naturschutzgebiet in den niedersächsischen Gemeinden Ganderkesee und Prinzhöfte im Landkreis Oldenburg.
Das Naturschutzgebiet mit dem Kennzeichen NSG WE 317 ist circa 89 Hektar groß. Es ist fast vollständig Bestandteil des FFH-Gebietes „Delmetal zwischen Harpstedt und Delmenhorst“. Im Nordwesten grenzt es an das Landschaftsschutzgebiet „Delmetal“. Das Gebiet steht seit dem 6. Juli 2019 unter Naturschutz. Zuständige untere Naturschutzbehörde ist der Landkreis Oldenburg.
Das Naturschutzgebiet liegt südwestlich von Delmenhorst innerhalb des Standortübungsplatzes der Delmetal-Kaserne. Es stellt ein Binnendünengebiet in der Delmenhorster Geest mit überwiegend trockenen Eichenwäldern, sandigen Offenbodenstandorten, Magerrasen und Heiden unter Schutz. Außerdem sind Pionierwälder aus Birken und Zitterpappeln und ein Nadelforst innerhalb der Schutzgebietgrenzen zu finden.
Die Eichenwälder werden von der Stieleiche dominiert. In der Krautschicht siedeln unter anderem Heidelbeere, Drahtschmiele und Pfeifengras. Die Eichenwälder verfügen über einen hohen Alt- und Totholzanteil. Die Magerrasen beherbergen z. B. Scharfen Hahnenfuß, Wiesensauerampfer, Ruchgras, Rotschwingel und Wiesenkammgras. Die Heiden werden in erster Linie von Besenheide gebildet. Dazu gesellen sich Krähenbeere, Heidelbeere und Preiselbeere. Weiterhin siedeln hier verschiedene Flechten und Moose.
Das Naturschutzgebiet wird von einer öffentlichen Straße gequert. Im Westen grenzt es an das Segelfluggelände Große Höhe.

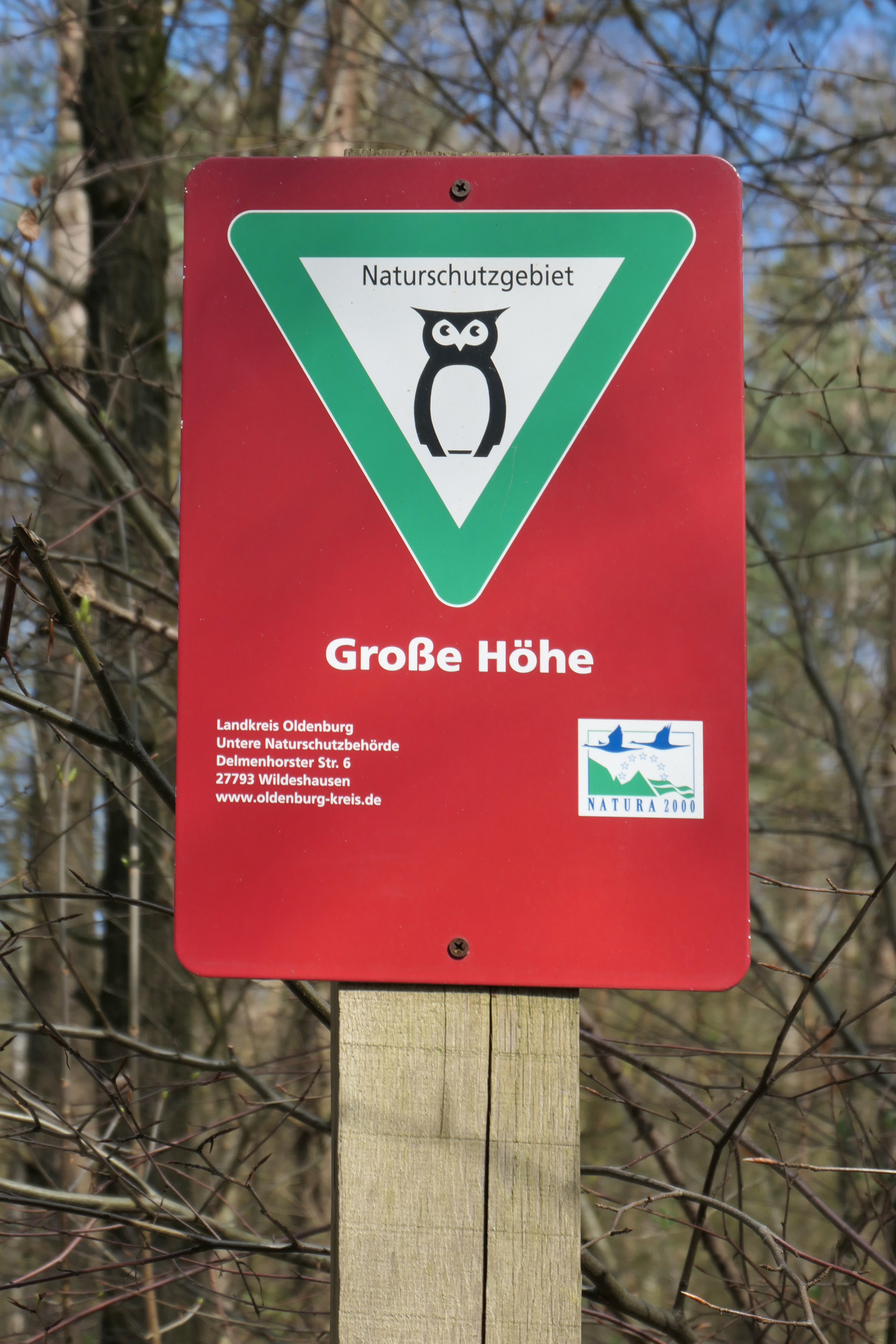